# Jean d'Hangest
Jean d'Hangest, seigneur d'Yvoy, était un commandant militaire huguenot pendant les trois premières guerres de religion.

## Famille
Bien que de nombreux textes ne les mentionnent pas tous, ses parents, Adrien d'Hangest et Françoise du Mas (fille du seigneur de l'Île-Bannegon) eurent cinq fils :
1. Jean, devenu évêque de Noyon en 1532 et mort en 1577.
2. François, seigneur de Genlis, bailli et capitaine d'Évreux, mort en 1569, qui était un chef militaire du parti huguenot pendant les trois premières guerres de religion.
3. Claude, devenu abbé de Saint-Eloi de Noyon. Jean Calvin lui a dédié son premier ouvrage publié, le Commentaire de Sénèque[3].
4. Louis, parfois appelé Jeune Genlis, officier français qui s'est distingué à la bataille de Cérisoles et est mort en défendant la ville de Châlons en 1544
5. Jean, seigneur d'Yvoy, qui a fait sa carrière militaire au sein du parti Huguenot et fut principal lieutenant de l'amiral de Coligny.

Aucun des frères n'a eu d'enfant.
Durant leur jeunesse, Jean Calvin rendit souvent visite à la fratrie à Genlis (château de Montmort)

## Carrière militaire
Membre du parti huguenot, il devient l'un des principaux lieutenant de l'amiral de Coligny.
En août 1562, pendant la première guerre de Religion, il défend la ville de Bourges qui avait été enlevée trois mois auparavant par Gabriel de Montgommery. Cependant, à l'issue du siège, le 31 août, la ville retombe aux mains du parti catholique, ce qui amene le prince de Condé, chef du parti huguenot, à se défier de Jean et de son frère aîné François d'Hangest seigneur de Genlis.
En 1570, Jean prend Valenciennes pour les Huguenots.
À la mort de son frère François, en 1569, il en hérite du titre de seigneur de Genlis, ce qui induit une confusion dans de nombreux textes qui utilisent le nom de Genlis pour les actions de François d'abord puis de Jean, sans distinction.
Mais comme la famille était lourdement endettée, elle dut vendre les terres et le titre de Genlis à Pierre Brûlart, ce qui n'empêcha pas Jean d'user du titre jusqu'à sa mort.
En 1572, à la demande de Louis de Nassau et encouragé par le roi de France, Charles IX, à soutenir la révolte de Pays-Bas, Jean emmène 7000 hommes pour soulager le siège espagnol de Mons. Mais il y est fait prisonnier par Jacques de Baudrenghien, puis transféré à Anvers, où il est étranglé en son lit le 11 juillet 1572.